# Kabala (Raplamaa)
Kabala je vesnice v estonském kraji Raplamaa, samosprávně patřící do obce Rapla.